# Čestmír Loukotka
Čestmír Loukotka, né le 12 novembre 1895, à Chrášťany et mort le 13 avril 1966 à Prague est un linguiste, anthropologue et historien tchécoslovaque. Il est spécialisé dans les études américaines, les langues amérindiennes, et l'histoire de l'écriture.  

## Biographie
Élève et disciple de Bedřich Hrozný, dont il admet l'héritage sans critique, son ouvrage Le Développement de l'écriture reprend un certain nombre de ses erreurs. Il a par ailleurs significativement contribué à la classification des langues indigènes d'Amérique du sud (en) et à l’étude de la culture des amérindiens. 
En 1947, il est élu membre permanent de la Société des américanistes et, en 1958, il devient le premier européen membre de la Société brésilienne d'anthropologie, puis membre de l'Académie française. Sa fille est l'écrivaine et traductrice Jarmila Loukotková (en). 

## Écrits
- Náboženství Indiánů, Praha 1927, 184 p.
- Indiáni severoameričtí, Praha 1931, 251 p.
- Roztřídění jihoamerických jazyků, Praha 1935.
- Clasificación de las lenguas sudamericanas, Praha 1935.
- Vývoj písma, Praha 1946, 226 p.
- Les langues de la famille tupi-guarani, São Paulo, 1950 (Universidade de São Paulo, Faculdade de filosofia, ciencias e letras, Boletim CIV, Etnografia e lingua tupi-guarani, N° 16)
- Do Brazílie za Indiány, Praha 1962, 210 p.
- Classification of South American Indian languages. Los Angeles, UCLA Latin American Center, 1968.

## Liens
- Ressource relative à la recherche :   - Persée
- Notice dans un dictionnaire ou une encyclopédie généraliste :   - Britannica
- Notices d'autorité :   - VIAF
  - ISNI
  - IdRef
  - LCCN
  - CiNii
  - Pays-Bas
  - Pologne
  - Israël
  - NUKAT
  - Norvège
  - Tchéquie
  - Lettonie
  - WorldCat
- Biographie en tchèque